# Eva Ramón Gallegos
Eva Ramón Gallegos es una científica mexicana, profesora e investigadora en la Escuela Nacional de Ciencias Biológicas del Instituto Politécnico Nacional, su campo de especialidad es en ciencias biomédicas  y nanobiotecnología. Su línea principal de investigación es la búsqueda de tratamientos no invasivos para la erradicación del cancér cervico uterino y sus lesiones premalignas producido por el virus del papiloma humano (VPH), utilizando terapias fotodinámicas.

## Biografía
En la primera publicación en 1999 encontró que las células de carcinoma cervicouterino de una mujer afroamericana (HeLa) y de mujeres mexicanas (CaLo e InBL) acumulaban de 5 a 8 veces más PpIX que las células no cancerosas infiriendo una respuesta positiva a la Terapia Fotodinámica (PDT).  Posteriormente en diferentes proyectos encontró dosis y tiempo útil de irradiación para alcanzar la mayor muerte de células de cáncer de cérvix, condiciones de la terapia fotodinámica en la eliminación del virus de Papiloma Humano (VPH) en células de cáncer de cérvix en cultivo, efecto de la terapia fotodinámica sobre bacterias y hongos patógenos al humano y encontró el mejor esquema de aplicación de la PDT en modelos animales de carcinoma cervicouterino.
En el 2012 inicia un proyecto financiado por el Consejo Nacional de Ciencia y Tecnología (CONACyT), FORDECyT #145085 y la Secretaría de Investigación y Posgrado del Instituto Politécnico Nacional (IPN) (20180786) para llevar todos los resultados obtenidos anteriormente para la eliminación del Virus de Papiloma Humano y Neoplasias Intraepiteliales cervicales grado 1 (NIC 1) o lesiones intraepiteliales de bajo grado del cérvix uterino en mujeres Mexicanas de los estados de Oaxaca, Veracuz y Distrito Federal (Ciudad de México). Los resultados en la muestra de Veracruz fueron que las mujeres infectadas sólo con VPH (16 y 18) sin lesiones cervicales se eliminó el virus en el 80 % de las pacientes, la que tenían VPH más lesiones cervicales se eliminó el virus en el 83 % de las pacientes y las que tenían lesiones cervicales sin VPH se obtuvo éxito en el 42 % de las pacientes. En un segundo esquema de  Tratamiento se aplicó la Terapia Fotodinámica en 2 ocasiones con intervalo de 48 h cada uno. Y se observó que en el grupo de mujeres que sólo tenían VPH no se encontró el DNA (genoma) del VPH en el 100 % de las pacientes. En las que tenían VPH más lesiones cervicales se eliminó el virus en el 64.3 % de las pacientes y en las que tenían Lesiones cervicales sin VPH  se obtuvo éxito en el 57.2 % de las pacientes.
En este proyecto colaboraron la investigadora Elizabeth Maldonado Alvarado (tesis de doctorado), María Teresa López Cárdenas (tesis de doctorado); Alejandro Martínez Escobar (tesis de maestría); Araceli Espinosa Montesinos (especialista en Ginecología); Adriana Jiménez Hernández (posdoctoral); Martha Olivia Osorio Peralta (citologa); Alejandra Moreno Vázquez (especialista en patología); Lydia Alejandra Martínez Guzmán (Especialista en Captura de Híbridos); Guadalupe Aguilera (PCR para detectar infecciones bacterianas); Fermín Luna Coronel (histotecnólogo), y Jonathan Daniel Gallegos Sanlúcar (desarrollo de software). También contribuyeron los especialistas en Ginecología de Oaxaca Marco Antonio Amoroso Hernández y Ángel Laguna Cancino. Y Gumaro Narciso Morales (administrativo), Petrona Jiménez Martínez (enfermería); Dra. Laura Xóchitl Mateos López (Administrativo SS de Oaxaca) . En Veracruz participaron del CEDIM Dora Estela Jovel Galdamez, Bárbara Carrión Solano, Guadalupe Balderas Martínez, Eduarda Parra, Rossana Inés Castellanos Oliveros, y las especialistas en Ginecología Zulma Iveth Enríquez Mar y María Eugenia Melo Petrone. En trabajo de campo colaboraron Rosa Linda Bello Leiva, Selma Claudia Martínez García, Columba Citlalli Mendoza Barrera y Selma Eugenia Medina García.
Otro aporte importante de sus líneas de investigación que obtuvo con María del Carmen López Pacheco (tesis de maestría), Manuel Filipe Pereira Da Cunha Martins-Costa (Universidad de Do Minho), Aura Judith Pérez Zapata (Instituto Politécnico Nacional) y Judith Domínguez Cherit (Instituto Nacional de Nutrición) fue demostrar que la rugosidad de la piel medida por microtopografía puede ser útil en el diagnóstico de cáncer de piel, ya que encontraron que al aumentar la malignidad  aumenta la rugosidad. Los resultados de la investigación de Ramón Gallegos y sus colaboradores fueron publicados en el 2005 en la revista internacional Physics in medicine and biology (volumen 50 de 2005) con el artículo: "Implementación y análisis de patrones de relieve de la superficie de lesiones benignas y malignas de la piel por microtopografía".

## Otras publicaciones
- Roblero-Bartolón GV & Ramón-Gallegos E. 2015. Uso de nanopartículas (NP) en la terapia fotodinámica (photodynamic therapy [PDT]) contra el cáncer. Gac Med Mex. 151: 85-98. ISSN: 0016-3813.

- Bermeo-Escalona JR, González-López BS, Ramón-Gallegos E& H Mendieta-Zeron. 2014. Effectiveness of Toki's criteria and determination of variables for identification of HPV L1 protein in oral lesions. Med Oral Patol Oral Cir Bucal. 19 (6): e538-44. DOI: 10.4317/medoral.19748. ISSN: 1698-6946.

- Muñoz-Cadena CE, Lina-Manjarrez P, Estrada-Izquierdo I & Ramón-Gallegos E. 2012. An approach to litter generation and littering practices in a Mexico City neighborhood. Sustainability. 4 (8): 1733-1754. DOI: 1733- 1754. 10.3390/su4081733. ISSN: 2071-1050.

## Reconocimientos y premios
1. Premio a la mejor Tesis de Posgrado en el año 2005 y 2008, otorgado por la Secretaría de Investigación y Posgrado del Instituto Politécnico Nacional.
2. Premio Bienal de la Fundación Mexicana para la Salud  por la publicación de su artículo científico Implementación y análisis de patrones de relieve de la superficie de lesiones benignas y malignas de la piel por microtopografía[17].
3. Primer lugar Mujeres Mexicanas Inventoras e Innovadoras en la categoría Científica y Tecnológica en el año 2008, otorgado por INMUJERES
4. Premio Nacional en Ciencia y Tecnología de Alimentos en el año 2011.
5. Medalla al Mérito ALDF en el rubro de Ciencia y Tecnología del Distrito Federal 2012[18]
6. Premio a la Investigación otorgado por la Universidad Autónoma Metropolitana (UAM)-2017
7. Premio CANIFARMA 2017 en investigación básica.
8. Medalla Juana Catalina Romero, 2019.